# Јованка Броз и тајне службе
Јованка Броз и тајне службе је играно-документарни серијал продукције „ГФЦ” који је премијерно емитован на РТС-у 1 од 20. септембра до 22. новембра 2021. године.

## Радња
Радња серијала прати живот Јованке Броз, супруге маршала Тита од њиховог упознавања после Другог светског рата. Прича такође прати и Титов лични и политички живот.

## Улоге

### Главне
- Снежана Савић као Јованка Броз
- Милица Томашевић као млада Јованка Броз
- Небојша Дугалић као Јосип Броз Тито

### Епизодне
- Гордан Кичић као Александар Ранковић
- Страхиња Блажић као Јефто Шашић
- Бојан Жировић као Иван Стево Крајачић
- Маја Шуша као Савка Чолић

## Епизоде
| Број епизоде | Назив                 | Датум емитовања     |
| 1            | У маршаловом кабинету | 20. септембар 2021. |
| 2            | Венчање са Титом      | 27. септембар 2021. |
| 3            | Срећни дани           | 4. октобар 2021.    |
| 4            | Афера прислушкивања   | 11. октобар 2021.   |
| 5            | Брионски пленум       | 18. октобар 2021.   |
| 6            |                       | 25. октобар 2021.   |
| 7            |                       | 1. новембар 2021.   |
| 8            |                       | 8. новембар 2021.   |
| 9            |                       | 15. новембар 2021.  |
| 10           | Мемоари Јованке Броз  | 22. новембар 2021.  |